# 馬承九
馬承九（英語：Chen-Chiu Ma，1915年—2018年11月16日），河南省商邱縣人。畢業於國立中央大學機械系，1944年留學英國，曾為成功大學機械系的教授。在94歲時出版了書籍《燃料電池札記》。

## 領域
- 動力工程
- 工程熱力
- 機構工程
- 燃料電池

## 學歷
- 英國 伯明罕 公費留學（1945－1947）
- 重慶 國立中央大學 機械工程系 工學士（1938－1939）[2][6]
- 青島 國立山東大學 機械系（1934－1937） 肄業（因戰爭該校西遷後停辦）

## 經歷
- 國立成功大學 機械系 兼任教授[7][1]（1985－2008）
- 國立成功大學 機械系 專任教授（1971－1985）[1]
- 臺灣省立成功大學 機械系 專任教授[8]（1956－1971）
- 空軍機械學校 兼任教師
- 海軍機械學校 兼任教師
- 陸軍兵工學校 兼任教師
- 台灣省立工學院 機械系 專任教授（1953－1956）
- 台灣省立工學院（成功大學前身）機械系 專任副教授（1948－1953）[2][1][6]
- 國立浙江大學 教師（1947）
- 國立山東大學 教師（1947）
- 瀋陽兵工署九十工廠 工程師暨第二所所長（1947－1948）
- 經濟部資源委員會昆明中央機械廠 副工程師暨七廠製造組長[2]（1942－1945）
- 經濟部農本局 助理工程師暨農具工廠廠長（1940－1941）
- 國立中央大學 助教（1939）

## 榮譽
- 經濟部大學產業貢獻獎終身成就獎（2009）[2]

## 著作
- 燃料電池札記（2008）
- 太極拳的科學觀（1994）
- 工具機學上、下卷（1991）
- 機械工作法4冊（1987）
- 內燃機上、下冊
- 氣輪及汽輪機械
- 車床有關的技術
- 機械加工-非切削上冊
- 工程熱力學
- 機具第一冊（第一章）
- 機械加工-切削加工篇
- 機械製造上、下冊
- 工具機學大綱上卷